# Nexhip Draga
Nexhip Draga (ur. 1867 w Mitrowicy, zm. 21 lipca 1921 w Wiedniu) – albański działacz narodowy i polityk.

## Życiorys
Syn albańskiego właściciela ziemskiego Ali Paszy Draga, uhonorowanego tytułem paszy za zasługi w wojnie rosyjsko-tureckiej 1877-1878. Nexhip Draga uczęszczał do szkoły w Wełesie (wówczas Köprülü), a następnie kształcił się w sułtańskiej szkole administracji państwowej (Mülkiye-i Sultanije) w Stambule. Po krótkim pobycie w Paryżu powrócił w rodzinne strony i w 1896 otrzymał urząd kajmakama regionu Kratowo-Novi Pazar-Veles. Był także właścicielem nowoczesnego młyna, który stanowił dla niego znaczące źródło dochodu.
W 1908 związał się politycznie z Hasanem bejem Prishtiną i Bajramem Curri. W tym samym roku został wybrany do parlamentu osmańskiego, gdzie dał się poznać jako konserwatysta, ale zarazem zwolennik latynizacji alfabetu albańskiego. Początkowo sprzeciwiał się działalności autonomistów albańskich, ale w 1912 wziął udział w spotkaniu przywódców powstania antyosmańskiego w Juniku i przyłączył się do powstańców. Od 1909 zajmował się tworzeniem szkół z językiem albańskim w Skopju.
W czasie I wojny bałkańskiej zajął się opracowaniem memorandów, skierowanych do mocarstw prezentujących stanowisko działaczy narodowych, dążących do zachowania integralności ziem zamieszkanych przez Albańczyków. Po inwazji wojsk serbskich na Kosowo, jesienią 1912, Draga został internowany w Belgradzie, gdzie pozostał do wybuchu I wojny światowej.
Powrócił do rodzinnej Mitrowicy po przejęciu miasta przez armię austro-węgierską. W tym czasie urząd burmistrza miasta objął jego brat, Ferhat Draga. W kwietniu 1918 Nexhip Draga nagle zachorował i wyjechał na leczenie do Wiednia. Po utworzeniu Królestwa SHS powrócił do polityki, tworząc partię Dżemijet (Narodna Turska Organizacija Džemijet), reprezentującej interesy muzułmańskich Albańczyków. W parlamencie SHS kierował grupą albańskich deputowanych. W czerwcu 1920 zawarł porozumienie z premierem Nikolą Pasiciem zobowiązując się do wspierania rządu w zamian za korzystne dla Albańczyków rozwiązania w zakresie polityki agrarnej. Zmarł w trakcie operacji gardła zagrożonego chorobą nowotworową, przeprowadzonej w klinice wiedeńskiej. Na mocy testamentu kierownictwo nad partią Xhemijet przejął jego brat Ferhat.
Imię Nexhipa Dragi nosi jedna z ulic w Vučitrnie.